# Iwan Bortnik
Iwan Bortnik wł. Iwan Sergiejewicz Bortnik (ros. Ива́н Серге́евич Бо́ртник; ur. 16 kwietnia 1939 w Moskwie, zm. 4 stycznia 2019 tamże) – rosyjski aktor teatralny i filmowy. Ludowy Artysta ZSRR. 
Zadebiutował w filmie w 1961. Od 1967 aktor Teatru na Tagance. Bliski przyjaciel rosyjskiego piosenkarza i autora tekstów, poety, aktora Władimira Wysockiego. Pochowany na Cmentarzu Trojekurowskim w Moskwie.

## Filmografia
- 1962: Spowiedź jako Wasilij
- 1975: Cudze listy jako Szura
- 1976: Sentymentalny romans jako kawiarnia kontrolera fotografii
- 1977: Deklaracja miłości jako Krojkow
- 1978: Gdzie jest Czarny Kot? jako Promokaszka
- 1981: Stosunki rodzinne jako Władimir Konowalow
- 1987: Zwierciadło dla bohatera jako Andriej Iwanowicz Niemczinow
- 1989: Pewien Karolewo jako Lisiuk
- 1991: Zaginiony na Syberii jako mąż Fainy
- 1995: Muzułmanin jako ojciec chrzestny
- 1999: Bulwar namiętności jako Iwan
- 2003: Antykiller II - Antyterroryści jako Klop/Petruccio
- 2005: Nie pękaj, mamuśka 2 jako Hitler
- 2015: Glubina jako barman